# Novillers
Novillers é uma comuna francesa na região administrativa de Altos da França, no departamento de Oise. Estende-se por uma área de 4,79 km². Em 2010 a comuna tinha 375 habitantes (densidade: 78,3 hab./km²).